# Piscacris
Piscacris is een geslacht van rechtvleugeligen uit de familie Pyrgomorphidae. De wetenschappelijke naam van dit geslacht is voor het eerst geldig gepubliceerd in 1964 door Kevan, Singh & Akbar.

## Soorten
Het geslacht Piscacris omvat de volgende soorten:
- Piscacris affinis Kevan, Singh & Akbar, 1964
- Piscacris robertsi Kevan, Singh & Akbar, 1964